# Le vent fait son tour
Pour plus de détails, voir Fiche technique et Distribution.
Le vent fait son tour est un film italien réalisé par Giorgio Diritti, sorti en 2005.
L’histoire se déroule dans le val Maira, vallée occitane de la province de Coni en Italie, plus précisément dans le village d’Ussolo qui fait partie de la commune de Prazzo. Dans le film le nom réel du village n’est jamais cité : il est remplacé par un village qui n’existe pas, Chersogno dont le nom doit être inspiré du Monte Chersogno. Les dialogues du film sont en italien, occitan et français.
Les acteurs (sauf Thierry Toscan et Alessandra Agosti) ne sont pas des professionnels mais des habitants de la région qui ont accepté de participer au film.
Bien qu’ayant été présenté avec succès dans différents festivals internationaux, comme le Festival du film de Londres et le Festival international du film de Rome en 2006, le film a eu une distribution limitée, dans les salles italiennes.

## Synopsis
Philippe est un ancien professeur qui a tout quitté pour devenir berger dans les Pyrénées françaises, mais après la construction d’une centrale nucléaire tout près de sa bergerie, il décide de quitter sa région avec sa famille. Après une recherche infructueuse en Suisse, il se retrouve par hasard dans le village de Chersogno dans le val Maira. C’est un village habité essentiellement de personnes âgées, le reste des habitants venant dans la vallée uniquement pour les vacances estivales. C'est une communauté très fermée, qui préserve la langue et culture occitanes en Italie. Après quelques doutes, l’administration de la commune décide de trouver une maison pour la louer à Philippe ; une fois la maison trouvée, les habitants du village se mettent au travail pour la restaurer.

Initialement le village semble heureux d’accueillir Philippe, sa femme et ses trois enfants. Mais très vite vont naître des malentendus causés par les nouveaux habitants pas toujours attentifs aux coutumes locales et aux droits à la propriété. En particulier les chèvres de Philippe, qui s’aventurent dans les champs laissés à l’abandon mais qui suscitent tout de même la colère des propriétaires.
Ainsi, au fil du temps la famille est de moins en moins acceptée par la majorité des villageois, qui passent d’un accueil chaleureux, à des actes de malveillance vis-à-vis de l’activité du berger.

## Fiche technique
- Titre original : Il vento fa il suo giro
- Titre français : Le vent fait son tour
- Titre occitan : E l’aura fai son vir
- Titre anglais : The Wind Blows Round
- Réalisation : Giorgio Diritti
- Scénario : Giorgio Diritti et Fredo Valla
- Décors : Emanuele Perrone
- Costumes : Raffaella Ciavarelli et Manuela Marzano
- Photographie : Robert Cimatti
- Son : Carlo Missidenti
- Montage : Edu Crespo et Giorgio Diritti
- Musique : Marco Biscarini et Daniele Furlati
- Production : Simone Bachini, Mario Chemello et Giorgio Diritti
- Sociétés de production : ARANCIAFILM et Imago Orbis Audiovisi
- Sociétés de distribution :  ARANCIAFILM, Lab 80 Film et Dolmen Home Video
- Pays de production :   Italie
- Langues originales : italien, occitan, français
- Format : couleur — Digital Video — 1,78:1
- Genre : drame
- Durée : 110 minutes
- Dates de sortie :
  - Royaume-Uni : 21 octobre 2005 (Festival du film de Londres)
  - Italie : 16 mars 2006 (Bergamo Film Meeting (it)) ; 4 mai 2007 (sortie nationale)
  - France : 30 septembre 2006 (Festival du film italien d'Annecy)

## Distribution
- Thierry Toscan : Philippe Heraud
- Alessandra Agosti : Chris Heraud
- Dario Anghilante : Costanzo
- Giovanni Foresti : Fausto

## Critique et production
Le titre du film Le vent fait son tour (E l'aura fai son vir en occitan) provient d’un proverbe populaire qui voit dans le vent la source de toutes choses, en effet tout commence et tout à une fin comme le mouvement circulaire du vent. Cette image est représentée dans le film à travers l'idiot du village, qui traverse les champs, les bras tendus, simulant l'acte de vol.
Le groupe de folk rock Lou Dalfin a collaboré au film, l’une des scènes a d’ailleurs été filmée lors de l’un de leurs concerts.

## Distinctions

### Récompenses
- 2006 : prix du public Rosa Camuna d'or au Bergamo Film Meeting (it)[1]
- 2006 : Grand Prix au Festival du film italien d'Annecy
- 2006 : Prix SIAE du meilleur projet italien au Festival international du film de Rome section New Cinema Network
- 2006 : Prix de la CICAE
- 2007 : Prix de la Critique aux 3es Rencontres du cinéma italien à Toulouse

### Nominations et sélections
- 2005 : Festival du film de Londres
- 2006 : Festival Cinéma Méditerranéen à Bruxelles (Cinémamed)
- 2006 : Festival international du film d'Arras
- 2007 : Festival international du film de Karlovy Vary
- 2008 : 5 nominations aux prix David di Donatello
  - Meilleur film (miglior film)
  - Meilleur nouveau réalisateur (migliore regista esordiente)
  - Meilleur scénario (miglior sceneggiatura)
  - Meilleur producteur (migliore produttore)
  - Meilleur montage (migliore montatore)
- 2008 : 4 nominations aux Nastri d'Argento
  - Meilleur nouveau réalisateur (migliore regista esordiente)
  - Meilleur montage (migliore montatore)
  - Meilleure prise de son (miglior presa diretta)
  - Meilleure photographie (miglior fotografia)